# 波盧托里夫
50°4′3″N 26°8′41″E / 50.06750°N 26.14472°E
波盧托里夫（烏克蘭語：Потуторів）是位於烏克蘭西部特諾皮爾州裏克列梅涅茨區的村莊，始建於1440年，面積2.19平方公里，2001年人口513，人口密度每平方公里234人。